# لندست ۴
لندست ۴ (انگلیسی: Landsat 4) چهارمین ماهواره از پروژه لندست که در جولای ۱۹۸۲ با هدف اولیه تهیه تصاویر ماهواره‌ای به فضا پرتاب شد. اگرچه پروژه لندست توسط ناسا مدیریت می‌شود اما داده‌های لندست ۴ توسط سازمان زمین‌شناسی آمریکا جمع‌آوری و منتشر می‌شود. فعالیت لندست ۴ در دسامبر ۱۹۹۳ هنگامی که ماهواره قادر به انتقال داده‌های علمی نبود و بسیار دیرتر از برنامه پنج ساله اولیه آن پایان یافت.